# Terence Hill
Terence Hill, właśc. Mario Girotti (ur. 29 marca 1939 w Wenecji) – włoski aktor, okazjonalnie również reżyser, scenarzysta i producent filmowy. W latach 60. stał się znany z ról w spaghetti westernach, ekranizacjach powieści przygodowych Karola Maya i filmach akcji. 

## Życiorys
Urodził się w Wenecji jako drugi z trzech synów Niemki Hildegard Girotti (z domu Thieme) i włoskiego chemika Girolamo Girotti. Podczas II wojny światowej w latach 1943–45 przebywał w małej niemieckiej miejscowości Lommatzsch. W szkole średniej i podczas nauki na Uniwersytecie Rzymskim odnosił liczne sukcesy w różnych konkurencjach sportowych, zanim jako nastolatek zaczął grywać niewielkie role we włoskich filmach młodzieżowych. 
Został odkryty w wieku 12 lat przez włoskiego filmowca Dino Risiego na zawodach pływackich i został aktorem dziecięcym, debiutując w komedii Wakacje z gangsterem (Vacanze col gangster, 1952) jako Gianni, przywódca gangu sierot. „Szukali przywódcy gangu chłopców i znaleźli mnie” – powiedział później. W biblijnym filmie Józef i jego bracia (Giuseppe venduto dai fratelli, 1960) wystąpił w roli Beniamina. Przełomem w jego karierze był udział w dramacie historycznym Lucchino Viscontiego Lampart (Il Gattopardo, 1963) u boku Burta Lancastera, Claudii Cardinale i Alaina Delona.
W 1964 przeprowadził się do Niemiec. Pseudonim przyjął w 1968. Na planie spaghetti westernu Bóg wybacza - ja nigdy (Dio perdona... Io no!, 1968) po raz pierwszy spotkał się z Budem Spencerem, z którym w latach 70. i 80. stworzył filmowy duet w komediach klasy B. 
W westernie Nazywam się Nobody (Il mio nome è Nessuno, 1973) jego ekranowym partnerem był Henry Fonda. W brytyjskim dramacie wojennym Maszeruj albo giń (March or Die, 1977) z udziałem Gene’a Hackmana wystąpił jako „Cygan” Marco Segrain, złodziej klejnotów, znany z trzyletniej serii przestępstw na Riwierze, zanim został aresztowany. 
Przejął po Fernandelu w rolę Don Camilla w komedii sensacyjnej Don Camillo (1983). Zagrał komiksowego bohatera Lucky Luke’a w serialu Lucky Luke (1992), gdzie parodiował styl Sergio Leone. W komedii familijnej Łowcy kłopotów (Botte di Natale, 1994) z Budem Spencerem gra wiecznie zadowolonego z siebie superrewolwerowca Travisa. W latach 2000–2022 telewidzowie mogli go także oglądać w roli księdza Matteo Bondiniego we włoskim serialu telewizyjnym Don Matteo, za którą otrzymał nagrodę na festiwalu w Monte Carlo. Była to też pierwsza włoskojęzyczna produkcja, gdzie Hill przemawiał własnym głosem, który był zawsze dubbingowany ze względu na silny akcent.

## Życie prywatne
23 lipca 1967 ożenił się z Lori, z którą ma syna Jessa (ur. 7 listopada 1969). Ich adoptowany syn Ross (ur. 1973) zginął w tragicznym wypadku samochodowym 15 stycznia 1990 w Stockbridge, w stanie Massachusetts.

## Filmografia
- 1951: Wakacje z gangsterem (Vacanze col gangster)
- 1958: Anna z Brooklynu (Anna di Brooklyn) jako Chicco, bratanek Don Luigiego
- 1958: Miecz i krzyż jako Łazarz
- 1959: Hannibal (Annibale) jako Quintilius
- 1960: Józef i jego bracia (Giuseppe venduto dai fratelli) jako Beniamin
- 1963: Lampart (Il Gattopardo) jako książę Cavriaghi
- 1964: Winnetou II: Ostatni renegaci (Winnetou 2. Teil) jako porucznik Robert Merril
- 1964: Winnetou w Dolinie Sępów (Unter Geiern) jako Baker Jr.
- 1965: Winnetou i król nafty (Der Ölprinz) jako Richard Forsythe
- 1965: Winnetou i Old Surehand (Old Surehand) jako Toby Spencer
- 1968: Bóg wybacza - ja nigdy (Dio perdona... Io no!) jako Cat Stevens
- 1970: Nazywają mnie Trinity (Lo chiamavano Trinità) jako Trinity
- 1971: McCabe i pani Miller (McCabe & Mrs. Miller) jako mieszkaniec
- 1971: Czarny pirat (Il Corsaro nero) jako kpt. Blackie
- 1973: Nazywam się Nobody (Il mio nome è Nessuno) jako Nobody
- 1974: Z nami nie ma żartów (...altrimenti ci arrabbiamo!) jako Kid
- 1977: Łapizbiry (I due superpiedi quasi piatti) jako Matt Kirby
- 1980: Atomowy glina (Poliziotto superpiù) jako Dave Speed
- 1981: Przyjaciel to prawdziwy skarb (Chi trova un amico trova un tesoro) jako Alan Lloyd
- 1983: Świat Don Camillo (Don Camillo) jako Don Camillo
- 1991: Dzielny szeryf Lucky Luke (Lucky Luke) jako Lucky Luke
- 1992: Lucky Luke jako Lucky Luke
- 2000-2022: Don Matteo jako ks. Matteo Bondini

## Nagrody
| Rok  | Nagroda            | Kategoria                                           | Film                                                |
| ---- | ------------------ | --------------------------------------------------- | --------------------------------------------------- |
| 1973 | Nagroda „Bravo”    | Brązowa statuetka Bravo Otto dla najlepszego aktora | –                                                   |
| 1974 | Nagroda „Bravo”    | Złota statuetka Bravo Otto dla najlepszego aktora   | –                                                   |
| 1975 | Nagroda „Bravo”    | Złota statuetka Bravo Otto dla najlepszego aktora   | –                                                   |
| 1975 | Bambi              | Film międzynarodowy                                 | Z nami nie ma żartów (1974) Dwóch misjonarzy (1974) |
| 1976 | Nagroda „Bravo”    | Srebrna statuetka Bravo Otto dla najlepszego aktora | –                                                   |
| 1977 | Nagroda „Bravo”    | Brązowa statuetka Bravo Otto dla najlepszego aktora | –                                                   |
| 1980 | Nagroda „Bravo”    | Srebrna statuetka Bravo Otto dla najlepszego aktora | –                                                   |
| 2010 | David di Donatello | Nagroda specjalna                                   | –                                                   |